# It's Always Sunny in Philadelphia
It's Always Sunny in Philadelphia (Colgados en Filadelfia en España y Siempre hay sol en Filadelfia en Hispanoamérica) es una comedia de situación estadounidense creada por Rob McElhenney y realizada por Glenn Howerton, Charlie Day y el mismo McElhenney. Fue estrenada en FX el 4 de agosto de 2005. El programa sigue los acontecimientos de un grupo de amigos dueños del "Pub Paddy's" ("Paddy's Pub" originalmente), un pub irlandés poco exitoso en el distrito sur de Filadelfia.
En 2013 FX anunció que la serie sería transmitida en su nuevo canal de comedias, FXX. La publicidad de la novena temporada consiste en parodias del estilo cinematográfico de Ingmar Bergman y anuncian el cambio de canal.
Hoy en día es uno de los programas más populares en cable tras haber terminado su décima temporada y haber sido renovada por dos temporadas más, convirtiéndose así en uno de los programas más longevos en la historia de la televisión estadounidense.
El 10 de diciembre de 2020, FXX renovó la serie hasta la decimoctava temporada. La decimoséptima temporada se estrenó el 9 de julio de 2025.

## Historia
El show empieza como un piloto llamado It's Always Sunny on TV, que fue grabado con una grabadora casera por Charlie Day, Glenn Howerton y Rob McElhenney. Después de ver el piloto, ejecutivos de FX concretaron una primera temporada, "saber que FX dio luz verde a la serie fue fantástico", señaló Rob McElhenney. A menudo se ha declarado en público que el piloto fue filmado con 200 dólares, los realizadores del programa han declarado que el valor fue mucho menor, ya que el único gasto fue la compra de cintas de vídeo. Danny DeVito, quien se unió al programa en la segunda temporada, comentó en The Daily Show (3 de agosto de 2006) y en Late Show with David Letterman (6 de septiembre de 2007) que solo costó 85 dólares.
El capítulo final de la primera temporada fue emitido el 15 de septiembre de 2005 y según McElhenney, el show era suficientemente bueno para FX como para renovar por una segunda temporada, emitida desde el 29 de junio al 17 de agosto de 2006. DeVito se unió al elenco, interpretando al padre de Dennis (Howerton) y Deandra Reynolds (Kaitlin Olson). En 2006 comenzaron a reemitirse los episodios de la primera temporada empezaron en Fox.
El 18 de agosto de 2007, un avance del episodio "Mac is a Serial Killer" de la tercera temporada apareció en el grupo del programa en la página MySpace. La tercera temporada fue transmitida desde el 13 de septiembre al 15 de noviembre de 2007.
El 5 de marzo de 2008, FX concretó la cuarta temporada, que fue emitida desde el 18 de septiembre al 20 de noviembre de 2008.
El 17 de septiembre de 2009, se estrenó la quinta temporada, constando esta de 12 episodios, emitiendo el último el 10 de diciembre de ese mismo año. Esta temporada fue la primera en grabarse panorámicamente.
El 16 de septiembre de 2010 se emitió "Mac lucha contra el matrimonio homosexual", episodio de apertura de la sexta temporada, que cuenta con un total de 13 episodios. La sexta temporada finalizó es 16 de diciembre. Con la sexta temporada empezó a usarse la grabación en 720p para esta serie.
La séptima temporada se estrenó el 15 de septiembre de 2011 y se terminó de emitir el 15 de diciembre. Contó con 13 episodios.
La octava temporada se estrenó el 11 de octubre de 2012 y contó con 10 episodios. El último episodio de esta temporada "Reynolds vs Reynolds: La defensa cereal", se emitió el 20 de diciembre de 2012.
La novena temporada se estrenó el 4 de septiembre de 2013 y finalizó el 6 de noviembre del mismo año. El octavo episodio de la novena temporada, "Flores por Charlie"  fue escrito por Dan Weiss y David Benioff, conocidos por ser los creadores, productores y guionistas de la serie de HBO Game of Thrones, la cual está basada en la serie de libros Canción de hielo y fuego de George R. R. Martin.

## Interpretación y personajes
Cada personaje puede ser descrito como muy deshonesto y antagonista. En diversas ocasiones los protagonistas han mentido por algún beneficio personal. En la mayoría de los episodios, estos beneficios terminan en finales tristes para el personaje beneficiado así como para las personas inocentes que están a su alrededor. Los conflictos que provienen de su naturaleza mutuamente competitiva son la base para argumentos de muchos de sus capítulos. Esto se extiende a los chicos compitiendo contra las mujeres, Dee que trata de demostrar que ella es tan fuerte o competente como los demás, los chicos que compiten sobre quién puede robar más cosas, o quién puede juntar la mayor cantidad de seguidores religiosos. En casi todos los capítulos, toda la pandilla, o la mayoría de ellos, entran en alguna discusión en que cada uno trata de hacer callar a los demás. Casos notables incluyen la lucha en el baño del Paddy's entre Charlie y Dennis y la pandilla entera que discute sobre quién podría haber sido responsable de sus potenciales muertes en "Charlie Gets Crippled". Frecuentemente la pandilla riñe y actúa de forma grosera y poco profesional cuando están frente a un escritorio en un ambiente profesional, como el de un abogado ("Dennis and Dee's Mom is Dead") o un gerente ("The Gang Sells Out").
La pandilla tiende a incurrir en confrontaciones constantes a través del show. En el episodio "Dennis and Dee Go on Welfare", Mac y Charlie no son capaces de pagar a sus prostitutas, y son forzados a "resolver la situación igual que todas las demás situaciones"—escapando.

### "La pandilla"
- Glenn Howerton como Dennis R. Reynolds: Dennis es uno de los dueños del Pub Paddy's y mellizo de Dee. Es inoperante, ególatra y se describe a sí mismo como un "hombre de mujeres". Frecuentemente manipula a las mujeres para que se acuesten con él y se exhibe para poner celosos a otros hombres. La autoestima de Dennis se debe principalmente a su apariencia, y le desagradan mucho las críticas a su aspecto. A menudo se quita su polera sin pudor, creyendo que su físico impresiona a la gente y origina conflictos. Dennis fue popular en la etapa secundaria, pero su prometida de baile lo dejó por otro. A pesar de juntar menos de 400 dólares a la semana en el bar, la riqueza de su familia le permite usar ropa elegante y conducir un Range Rover. Es el más educado de la pandilla, logrando buenos resultados en psicología en la Universidad de Pensilvania, a pesar de que su deseo original era convertirse en veterinario. Escucha Glam rock, y tiene algo de talento para cantar. Además tiene un poco de talento artístico, dibujando bocetos, de mujeres con grandes pechos que a Charlie le parecen atractivas.

- Kaitlin Olson como Deandra "Sweet Dee" Reynolds: Dee es la melliza de Dennis y la cantinera en el Paddy's. Abandonó psicología en la Universidad de Pensilvania (porque reprobó sus ramos) para convertirse en actriz, pero no puso mucho esfuerzo en lograrlo. Aunque se define como liberal y compasiva, es egocéntrica y a menudo tiene los mismos prejuicios que el resto de la pandilla. Es sumamente sensible sobre su aspecto y sus errores profesionales. Fue muy impopular en la secundaria debido a su escoliosis, que la obligó a usar un corrector ortopédico para su espalda y se ganó el apodo "Monstruo de Aluminio". Desde entonces ha tenido una larga lista de relaciones fallidas. Como los demás miembros de la pandilla, bebe en grandes cantidades, especialmente para relajarse luego de conocer algún hombre atractivo. También le tiene una gran fobia a los ancianos. A pesar de su gran cantidad de inseguridades, Dee es agresivamente comunicativa y propensa a ser violenta cuando se enfada. Es constantemente criticada y despreciada por la pandilla por su apariencia, falta de talento, y por el solo hecho de ser mujer. En el testamento de su madre, fue descrita como una decepción y un error, aun siendo melliza de Denis. Dee fue el único personaje principal en el programa que fue ideado sin tener un actor en mente. Aunque al principio fue planeada como la voz femenina de cordura para contrastar con los demás personajes malintencionados, rápidamente se convirtió en una participante más en las actividades ilícitas y moralmente cuestionables de la pandilla cuando Olson se incorporó al elenco. Actualmente la actriz está casada con su compañero de elenco Rob McElhenney, creador de la serie.

- Charlie Day como Charlie Kelly: Amigo de la infancia de Mac y uno de los dueños del Pub Paddy's. Probablemente es el miembro más infeliz y patético de la pandilla, Charlie es un fracasado muy maleable con habilidad para adaptarse a los problemas y tiende a tener arrebatos tipo Al Pacino. Tiene un higiene muy pobre, vive en la miseria y frecuentemente abusa de inhalantes. Su pobreza es causada, en parte, por su tendencia a hacer "malas inversiones", al punto de vender varias acciones del pub a Mac por la mitad de un emparedado. A través del show, Charlie muestra dificultades de aprendizaje, incluyendo dislexia y ha llegado a ser acusado de ignorante e incluso "retrasado" por otros personajes. A veces es incapaz de entender lo que la gente habla y tiene mala comprensión de la historia y eventos actuales. Las tareas más abrumadoras y repugnantes son llamadas el "trabajo de Charlie", aun cuando él, temporalmente, no debe hacerlas. Mac y Dennis lo manipulan con frecuencia para probar su fortaleza y lo consideran casi incapaz de perjudicarlos. Charlie no tiene éxito en las citas y no es correspondido en sus sentimientos hacia "La Camarera". En la Cuarta Temporada se revela que él contrata a un espía para rastrear el paradero de la camarera. Cocina en su apartamento, toca el piano, es experto en carpintería y en coser (se da a conocer en "The Gang Exploits a Miracle"), lo que le permite conservar la poca ropa que posee. Además muestra facilidad para usar disfraces y adoptar otras personalidades como un abogado, Frank Serpico y el enigmático "Hombre Verde", la mascota de su secundaria que nadie quería, entre otros. En el primer episodio de la Tercera Temporada la mamá de Charlie le confiesa que él es un sobreviviente de un aborto fallido.

- Rob McElhenney como Mac: Mac es amigo de Charlie desde la niñez y de Dennis desde secundaria. También es uno de los dueños del Pub Paddy's y en general el socio más activo. Su padre es un reo traficante de metanfetaminas y su madre es una fumadora empedernida y apática. Mac constantemente busca aceptación por parte de los demás, especialmente por parte de sus padres, pero su obsesión en intentarlo lo hace quedar como un "imbécil". Dennis piensa que sobrevivió en la secundaria solo por vender drogas a los chicos populares, aunque ellos lo consideraban un idiota. Mac también hace frecuentes intentos de parecer rudo, ocasionalmente para impresionar a su padre criminal, pero generalmente huye de las confrontaciones y es mediocre en peleas. Cree ser experto en artes marciales y matón, a menudo intentando acrobacias necias, y usa poleras sin mangas para demostrar sus condiciones físicas. Mac es católico y el único miembro del grupo que profesa alguna religión y así como tiene un gran sentido de responsabilidad social en temas como aborto, activismo social y crianza de bebés, tiene faltas morales igualmente grandes. Aparentemente, su nombre completo es Ronald Mac Donald (esto se confirma en el episodio del reencuentro de secundaria), aunque en el episodio "The gang goes to Ireland" su madre le dice que el verdadero nombre de su padre es Luther Vandross. Por otra parte, en el episodio "Frank Shoots Every Member of the Gang" hay un tío Donald Mac Donald que tiene guardaba consigo unas cartas que el abuelo de Ronald escribió a su hijo Luther durante la Segunda Guerra Mundial. Asimismo, en el capítulo "Mac & Charlie Die part 1" se puede ver en los documentos de libertad condicional de su padre que el nombre del padre de Mac es Luther Mac Donald.

- Danny DeVito como Frank Reynolds: Frank es el padre legal, pero no biológico, de Dennis y Dee. Fue un exitoso hombre de negocios, además de tener un largo historial de operaciones ilegales y pérfidos planes. Apareció en el primer episodio de la Segunda Temporada como un hombre en crisis de mediana edad. Se divorció de la madre de Dennis y Dee y decidió unirse a su estilo de vida holgazán. Frank se convirtió en copropietario del Pub Paddy's comprando parte del terreno en el que está el bar y usó esta influencia para incluirse en la pandilla obligatoriamente. Frank se define como un maestro en la manipulación y frecuentemente toma el liderazgo en los planes del grupo. Frank ha conocido a diversos personajes sórdidos de la ciudad en su vida, como un grupo de apostadores ilegales asiáticos y varios criminales y mafiosos. Comparte apartamento y cama con Charlie. Dice tener las mejores intenciones hacia sus hijos, sin embargo, a menudo los explota e insulta. En el transcurso del show, él deja de ser una figura paterna para Dennis y Dee (cuando descubre que no es su padre biológico) y pasa a ser un simple miembro de la pandilla. Al mismo tiempo se conoce que Frank puede ser el padre de Charlie, al recordar un affaire de una noche con la madre Charlie hace 30 años y luego nunca supo del nacimiento de Charlie.

### Amigos y enemigos
- Mary Elizabeth Ellis como La camarera: El personaje secundario más recurrente, trabaja en el café "La Compañía Java de Filadelfia" frente al callejón del Paddy's. La camarera es una alcohólica en rehabilitación de quien Charlie está completamente enamorado. Ella no tiene interés en Charlie, pero a su vez tampoco es correspondida en sus sentimientos hacia Dennis. Charlie trata insistentemente de seducirla, mientras ella trata insistentemente de llamar la atención de Dennis, gracias a esto en ocasiones es manipulada por el propio Dennis y Dee. Como broma habitual, ninguno de los personajes parece conocer su nombre real, y es referida simplemente como "La Camarera". Como única pista se sabe que su nombre real no empieza con W (de Waitress, camarera en inglés). La actriz Mary Elizabeth Ellis en realidad es la esposa de Charlie Day.

- Nate Mooney y Jimmi Simpson como  Ryan y Liam McPoyle, respectivamente: Antiguos y repugnantes compañeros de clase de primaria de Mac y Charlie. Es muy sabido que ambos hermanos mantienen una relación incestuosa y además con su hermana muda Margaret (Thesy Surface). Tienen una familia numerosa (todos reconocibles por sus cejas unidas, acné y eccema) de cerca de 14 miembros, vistos en "The Gang Gets Invincible", incluyendo a "Doyle McPoyle". Son enemigos de Charlie desde que frustró su plan de hacerse ricos por una falsa acusación de acoso sexual contra el profesor de deportes de su escuela, y del resto de la pandilla por arruinar la oportunidad de Doyle para jugar por las Águilas de Filadelfia; aunque cobraron venganza en el episodio "The Gang Gets Held Hostage" al fingir un falso asalto al bar.

- Artemis Pebdani como Artemis: Amiga de Dee de sus clases de actuación, Artemis es muy seria sobre su arte y muestra hábitos extraños y arrebatos en su personalidad. Es una de las pocas amigas de Dee, siendo el otro Gary, el vecino de Dee que resultó ser un asesino en serie. Artemis tiene una aparición notable en la Cuarta Temporada en "Who Pooped the Bed", en el que revela en un club nocturno que se ha "oxigenado el trasero" y que atraerá hombres sacándose su brasier.

- Brittany Daniel como  Carmen: Es una mujer transexual con intenciones de someterse a un cambio de sexo, que salió con Mac en el episodio "Charlie Has Cancer" de la Primera Temporada y en "Mac Is a Serial Killer" de la Tercera Temporada. Pese a ser atractiva, exhibe un "obvio" bulto en sus pantalones. Además, le pide a Dee que sea su vientre de alquiler (con una buena paga, por supuesto), para lograr su sueño de ser madre, lo cual  se materializa en el episodio "Dee Gives Birth", lo cual devela el misterio de quien sería el padre del bebé de Dee.

- David Hornsby como Matthew Mara: Un antiguo compañero de escuela de la pandilla, quien tuvo que usar un humillante aparato ortopédico para sus piernas en secundaria, provocando las burlas de los demás y su apodo "Grillo Chatarra" o simplemente Grillo. Su primera aparición fue en "The Gang Exploits a Miracle" como un sacerdote, aunque admite seguir enamorado de Dee, desde secundaria. Gracias a la pandilla, se convierte en indigente y llega a ser adicto a la cocaína, heroína y al polvo de ángel, junto a Dee y Charlie, también termina con sus piernas rotas por una vendetta de la mafia italiana contra la pandilla.

### Padres
- Anne Archer como Barbara Reynolds: Exesposa de Frank y madre de Dennis y Dee. Es fría, cruel, egoísta, calculadora y con muy poco aprecio por su familia. En el capítulo final de la Segunda Temporada se conoce que Bárbara engañó a Frank para que mantuviera a los mellizos porque pensó que él era más adinerado que el padre biológico de Dennis y Dee, Bruce Mathis. Además es bastante vengativa, se acostó con Mac únicamente para causar celos a Frank y excluyó a su hija de su testamento al considerar un error que naciera, aun cuando Denis y Dee son mellizos. Falleció en la Tercera Temporada en una cirugía de cuello.

- Stephen Collins como Bruce Mathis: Es el padre biológico de Dennis y Dee, aunque es totalmente lo opuesto de Frank. Bruce utiliza todo su tiempo y dinero en obras filantrópicas y de caridad, como adoptar a niños desamparados en África. Debido a su conducta bondadosa, Dennis y Dee no son capaces de tener una relación afable con él. Su primera aparición fue en el episodio "Dennis and Dee Get a New Dad". Luego aparece en el episodio "Dennis and Dee's Mom is Dead", en el cual él hereda la fortuna de Bárbara.

- Lynne Marie Stewart como Bonnie Kelly: La madre de Charlie, es una mujer tímida y dulce, que se siente fuertemente atraída por hombres crueles. Tuvo un affaire con Frank Reynolds hace 30 años, lo que probablemente lo convierte en el padre biológico de Charlie. Más tarde se reencuentra con Frank a través de myspace.com, disfruta su trato violento y se convierte en su "criada-sexual", pero rápidamente traspasa sus sentimientos hacia Luther, el padre de Mac, luego de conocerlo en una cena en su casa. Intentó abortar a Charlie, pero este sobrevivió.

- Gregory Scott Cummins como Luther: Es el padre de Mac y un criminal procesado. En su primera aparición en el episodio "Dennis and Dee Get a New Dad", Mac y Charlie lo visitan en prisión para emparentarse con él, y él intenta convencerlos para introducir heroína a la cárcel por contrabando. Tiene una aparición más extensa en "Dennis Looks Like a Registered Sex Offender", esta vez bajo libertad condicional y convenciendo a Mac que lo ayude a "encargarse de algunas personas". Es alto, tiene varios tatuajes y menciona que casi no parpadea, dándole un aspecto intimidante. Bonnie Kelly se siente atraída de inmediato por la conducta distante y el pasado criminal de Luther. Charlie y Mac más tarde tratan, sin éxito, de sabotear la libertad condicional de Luther. Él perdona a Mac por esto y pasa unos días solo en una playa Mexicana.

- Sandy Martin como Señora Mac: Es la madre de Mac. Su primera aparición fue en "Mac Bangs Dennis' Mom". Siempre se la ve fumando y viendo televisión en su casa. Permanece igual de apática cuando Luther vuelve de prisión, y se queda dormida en el funeral de su hijo cuando él y Charlie simulan sus muertes para escapar de Luther. Termina viviendo con la mamá de Charlie en una relación mutuamente abusiva.

## Música
La música utilizada en el programa normalmente es música clásica o ligera, para contrastar con el ambiente caótico del show. También han usado algunas canciones de la banda The Orange Marsupials.
La serie no tiene una banda sonora del programa, el tema inicial es una pieza de una producción musical llamada Temptation Sensation de Heinz Kiessling. Toda la demás música del show es de dominio público, dado el presupuesto extremadamente bajo. Con el paso del tiempo, y el éxito, han comenzado a usar temas de artistas reconocidos Rick Astley e incluso Seal.
La canción "Dayman" es todo un hito en internet, teniendo más de 3.300.000 visualizaciones y más de 20 versiones realizadas por fanes.

## Episodios
| Temporada | Temporada | Episodios | Episodios | Emisión original         | Emisión original         | Emisión original |
| Temporada | Temporada | Episodios | Episodios | Primera emisión          | Última emisión           | Cadena           |
| --------- | --------- | --------- | --------- | ------------------------ | ------------------------ | ---------------- |
|           | 1         | 7         | 7         | 4 de agosto de 2005      | 15 de septiembre de 2005 | FX               |
|           | 2         | 10        | 10        | 29 de junio de 2006      | 17 de agosto de 2006     | FX               |
|           | 3         | 15        | 15        | 13 de septiembre de 2007 | 15 de noviembre de 2007  | FX               |
|           | 4         | 13        | 13        | 18 de septiembre de 2008 | 20 de noviembre de 2008  | FX               |
|           | 5         | 12        | 12        | 17 de septiembre de 2009 | 10 de diciembre de 2009  | FX               |
|           | 6         | 14        | 14        | 16 de septiembre de 2010 | 16 de diciembre de 2010  | FX               |
|           | 7         | 13        | 13        | 15 de septiembre de 2011 | 15 de diciembre de 2011  | FX               |
|           | 8         | 10        | 10        | 11 de octubre de 2012    | 20 de diciembre de 2012  | FX               |
|           | 9         | 10        | 10        | 4 de septiembre de 2013  | 6 de noviembre de 2013   | FXX              |
|           | 10        | 10        | 10        | 14 de enero de 2015      | 18 de marzo de 2015      | FXX              |
|           | 11        | 10        | 10        | 6 de enero de 2016       | 9 de marzo de 2016       | FXX              |
|           | 12        | 10        | 10        | 4 de enero de 2017       | 8 de marzo de 2017       | FXX              |
|           | 13        | 10        | 10        | 5 de septiembre de 2018  | 7 de noviembre de 2018   | FXX              |
|           | 14        | 10        | 10        | 25 de septiembre de 2019 | 27 de noviembre de 2019  | FXX              |
|           | 15        | 8         | 8         | 1 de diciembre de 2021   | 22 de diciembre de 2021  | FXX              |
|           | 16        | 8         | 8         | 7 de junio de 2023       | 19 de julio de 2023      | FXX              |
|           | 17        | —         | —         | 9 de julio de 2025       | —                        | FXX              |